# 全日本スキー選手権大会
全日本スキー選手権大会（ぜんにほんスキーせんしゅけんたいかい）は、全日本スキー連盟が主催するスキー大会。

## 歴史
第1回大会は1923年に北海道小樽市で開催された。当時の種目は距離・純ジャンプ・テレマークスラローム・クリスチャニアスラローム。（テレマークスラローム・クリスチャニアスラロームは第2回までで以後廃止）
複合は1929年の第7回大会から採用、アルペン種目は1937年の第15回大会から採用された。フリースタイルスキーは1981年に第1回が開始。スノーボードは1995年に第1回が開始されている。
各競技会ごとに別々の会場・日程で行われ、さらに種目によっては開催できる会場が限られるためさらに分離開催される（ジャンプ・ラージヒルやアルペン・滑降など）。
1998年以降会場設営の困難さから、アルペン滑降種目はスーパー大回転に置き換えられている。

## 部門
下記の各競技会に分かれている。
- ノルディック競技
  - スペシャルジャンプ競技 → 全日本スキー選手権大会ノルディックスキー・スペシャルジャンプ
  - ノルディック複合競技 → 全日本スキー選手権大会ノルディックスキー・コンバインド
  - クロスカントリースキー競技 → 全日本スキー選手権大会ノルディックスキー・距離
- アルペンスキー競技 → 全日本スキー選手権大会アルペンスキー競技
- フリースタイルスキー競技 → 全日本フリースタイルスキー選手権大会
- スノーボード競技 → 全日本スキー選手権大会スノーボード競技

対立団体の日本スノーボード協会(JSBA)が主催する全日本スノーボード選手権大会とは別。